# Nick Golterman
Nick Golterman (Nieuwegein, 12 april 1992) is een Nederlands acteur en filmmaker. Hij is onder meer bekend van zijn rollen in de met een Rembrandt Award bekroonde jeugdfilm Razend en de voor een Emmy Award genomineerde serie Max & Billy's Drill Machine Girl. Vanaf september 2012 volgde Golterman de opleiding Filmacteur op het Mediacollege Amsterdam.

## Levensloop
Op zijn zeventiende schreef en regisseerde Golterman de film Day 42, waarin hij zelf ook de hoofdrol speelde. De film won zowel de eerste prijs van de jury als de publieksprijs op het Nationaal Film Festival voor Scholieren 2010. Op het internationale filmfestival Camera Zizanio in Griekenland won Day 42 de prijs voor Beste Film.
In 2011 was Golterman te zien in de bioscoopfilm Razend van Dave Schram, die werd bekroond met de Rembrandt Award voor Beste Jeugdfilm. Samen met Lisa Smit en Steef de Bot speelde hij in 2013 de hoofdrol in de interactieve serie Max & Billy's Drill Machine Girl, die werd genomineerd voor een International Digital Emmy Award. Max & Billy's Drill Machine Girl werd vanaf 5 oktober 2013 wekelijks door Veronica uitgezonden op televisie.
Golterman speelde onder andere rollen in de romantische komedie Bro's Before Ho's van de makers van New Kids, de thriller Stuk! van Steven de Jong en de serie Komt een man bij de dokter van Allard Westenbrink.
In 2014 speelde hij de hoofdrol in de korte films Hout van Joren Molter en Incurable van Ruwan Heggelman. In het najaar van 2014 was Golterman in de bioscoop onder meer te zien in films als Wonderbroeders van Johan Timmers en de bekroonde tragikomedie Aanmodderfakker, die begin oktober 2014 werd beloond met drie Gouden Kalveren, o.a. in de categorie Beste Film. Ook vertolkte hij rollen in de tv-serie Bluf en de nieuwe sprookjesachtige VPRO-jeugdserie Taart van Tallulah H. Schwab.
Op 26 november 2014 werd bekendgemaakt dat Golterman de hoofdrol had in De Overkant, een verfilming van het gelijknamige korte verhaal van Freek de Jonge. De Overkant is een film over volwassenwording geregisseerd door Marnix Ruben en met in de vrouwelijke hoofdrol Yentl Schieman, bekend van het opkomende cabaretduo Yentl en de Boer. De opnamen van De Overkant vonden plaats tussen 5 en 15 maart 2015. In augustus 2018 was Golterman te zien als slechterik IJsbrand in de film van youtuber Dylan Haegens genaamd De Film van Dylan Haegens. Deze rol nam hij in 2019 weer op zich, in het derde seizoen van de Youtube-serie Cliffhanger. 

## Filmografie

### Film
- 2025: Lekker met de meiden - Stripper
- 2024: Project Herbert - Ruurd
- 2024: Tegendraads - Herman
- 2024: Expeditie Cupido - Hugo
- 2024: Superkrachten voor je hoofd - Verpleger
- 2024: Game On - Kaasmaster (Ben)
- 2024: Scotoe - Dealer
- 2023: De Bellinga's: Vakantie op stelten - Tourguide busreis
- 2022: Costa!! - Propper
- 2021: Just Say Yes - Fitnessinstructeur
- 2019: Project Gio - Gert met het knalvuurwerk
- 2019: Wat is dan liefde - Karaoke Jongen
- 2018: De Film van Dylan Haegens - IJsbrand
- 2017: Voor elkaar gemaakt - Director
- 2017: Ron Goossens, Low Budget Stuntman - Portier
- 2017: Bella Donna's - Billy
- 2017: Weg van Jou - Lowie
- 2017: Spaak - Sandro
- 2017: Storm: Letters van Vuur - Bailiff guard 2
- 2016: Fissa - nerd Erwin
- 2015: Peer - Peer
- 2015: De overkant - Freek de Jonge
- 2014: Wonderbroeders[5] - zieke jongen
- 2014: Aanmodderfakker - Gladjakker
- 2014: Troubled Soul (videoclip Brainpower) - Nick
- 2014: Stuk! - Iwan
- 2013: Bro's Before Ho's - Vakkenvuller Henk
- 2013: Witte wolken - Menno
- 2011: Razend - Nick

### Televisie
- 2022: Zapp Detective - Jeroen (agent)
- 2021: Mijn kleine grote broer - Luuk
- 2020: Kerstgezel.nl - Mikey
- 2018: Puppy Patrol - Guus/Gio (Afl. "Diggers schat")
- 2017: B.A.B.S. - Ruben
- 2016: De mannen van dokter Anne - Jochem Hazenberg
- 2016: All-in Kitchen - Wally
- 2015: Goedenavond dames en heren - hippie
- 2014: Bluf
- 2014: Taart
- 2014: Komt een man bij de dokter
- 2013: Van God los - student
- 2013: Max & Billy's Drill Machine Girl - Billy

### Theater
- 2011: West Side Story
- 2009: Niemandsland